# Cali & El Dandee
Cali & El Dandee és un duo colombià de música pop. Està format pels germans Mauricio Rengifo (Cali) i Alejandro Rengifo (Dandee). Mauricio, va néixer el 15 d'octubre de 1988 i Alejandro, el 3 de setembre de 1993. Tots dos originaris de la ciutat de Cali, la qual va ser el seu lloc de residència fins al 2006, per després traslladar-se a la ciutat de Bogotà on en Mauricio comença els seus estudis musicals a la Universidad de los Andes i Alejandro acabava els seus estudis de batxillerat.

## Èxits
Els seus majors èxits els conformen les cançons "Gol", "Volver", "Move Your Body", "Tus Ojos", "Lento", "La Muda" i "Yo te esperaré". En El seu tema més famós "Yo Te Esperaré" va ser número u en iTunes Espanya i el seu vídeo va ser vist per més de 50 milions de persones aYouTube. També va ser el segon vídeo més vist a Youtube Espanya el 2011.

## Reconeixements i premis
El grup ha rebut variar nominacions a Premis Nuestra Tierra. Durant la seva visita a Espanya el 2012, el grup va rebre un certificat d'or per tenir més de 20.000 descàrregues del seu single "Yo Te Esperaré".

## Discografia
Flybot (2011)
3 a.m (2012)